# Wilhelm Kurze

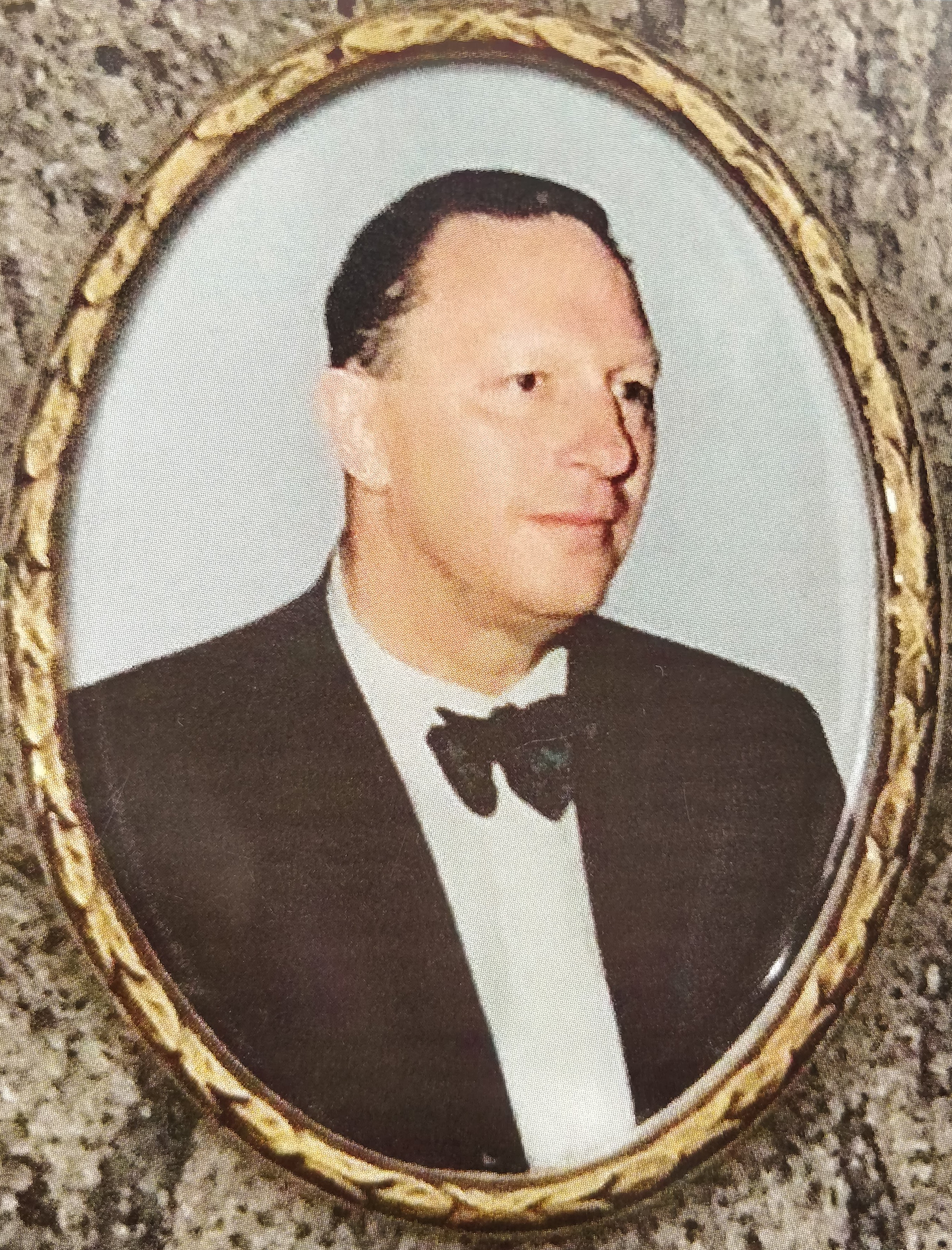
Bild Kurzes, das zu seiner Beerdigung ausgeteilt wurde

Wilhelm Kurze (* 25. März 1933 in Bochum; † 26. Januar 2002 im Kastell von Arcidosso) war ein deutscher Mittelalterhistoriker und über dreißig Jahre lang Wissenschaftlicher Mitarbeiter des Deutschen Historischen Instituts in Rom.

## Leben
Kurze war Schüler Gerd Tellenbachs an der Universität Freiburg und promovierte 1962 mit einer Arbeit über die Gründer des Klosters Hirsau, die Grafen Adalbert und Gottfried von Calw. 1963 folgte er Tellenbach nach Rom, um mit den vom Freiburger Arbeitskreis verfolgten personengeschichtlichen Methoden die Forschungen des Instituts zur Reichsgeschichte der Toskana wieder aufzunehmen, die seit dem Ersten Weltkrieg unterbrochen waren. Kurze untersuchte die Frühgeschichte Camaldolis, dann das Kloster Isola mit seiner Stifterfamilie und arbeitete außerdem über Reformklöster, adelige Eigenklöster und die früh- und hochmittelalterlichen Königsklöster in der Toskana, aber auch über Gregor von Catino und die Chartularchronik des Klosters Farfa in der Sabina. Außerdem begann er die Urkunden des Reichsklosters San Salvatore am Monte Amiata zu edieren. Die Edition wurde unter Reinhard Elze durch Mario Marrocchi auf der Grundlage von Kurzes Aufzeichnungen zur historischen Einleitung zum Abschluss gebracht und unter Kurzes Namen veröffentlicht. 1997 wurde Kurze in den Ruhestand versetzt, blieb aber bis zu seinem plötzlichen Herztod weiter aktiv.
Seine Bibliothek mit dem photographischen Archiv wurde von seiner Witwe Helga Pellegrini Kurze der Bibliothek des Studiengangs Corso in Conservazione e Gestione Beni Archeologici der Universität Siena mit Sitz in Grosseto überlassen. Im Mai 2009 veranstaltete das Staatsarchiv Siena, von dem die Urkundenbestände des Klosters San Salvatore am Monte Amiata bewahrt werden, einen Studientag über Ergebnisse und Perspektiven der Forschungen Kurzes. Er war korrespondierendes Mitglied der Accademia degli Intronati in Siena.

## Schriften (Auswahl)
- Bearb.: Codex diplomaticus Amiatinus. Urkundenbuch der Abtei S. Salvatore am Montamiata. Von den Anfängen bis zum Regierungsantritt Papst Innozenz III. (736–1198). 4 Bände. Niemeyer, Tübingen 1974–2004.
- Adalbert und Gottfried von Calw. Freiburg im Breisgau 1962.